# Éric Guyot
Eric Guyot (Belfort, 10 marzo 1962) è un ex ciclista su strada francese.

## Carriera
Professionista dal 1984 al 1989, la sua vittoria più importante fu il Bretagne Classic Ouest France, nel 1985.

## Palmarès
- 1983

Tour de Comtè
- 1985

Bretagne classic Ouest France

## Piazzamenti

### Grandi Giri
- Tour de France

1986: ritirato
- Vuelta a Espana

1984: 53°
1985: 34°
1986: 18°
1987: 45°